# Cinira e Mirra
(Ovidio, Le metamorfosi, op. cit., X.421-425)

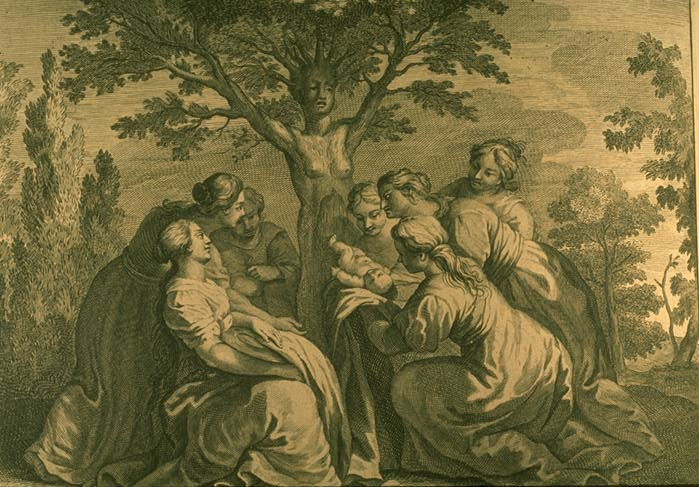
La nascita di Adone dal corpo arboreo di Mirra (xilografia di Bernard Picart per illustrare Le Metamorfosi di Ovidio)

Cinira o Teia (Θείας in greco antico) e sua figlia Mirra o Smyrna (Σμύρνα in greco antico che significa mirra) sono due personaggi della mitologia greca. La loro unione incestuosa avrebbe generato Adone.
Il mito di Cinira e Mirra è descritto in alcune fonti classiche greco-latine e, pur contemplando degli arricchimenti e delle varianti anche significative, segue sostanzialmente lo schema narrativo descritto nell'opera in lingua greca chiamata Biblioteca, un vasto compendio di mitologia greca attribuito allo Pseudo-Apollodoro scritto probabilmente tra il I secolo e il II secolo d.C. che ha influenzato tutti i mitografi successivi fino all'epoca moderna.

## Le versioni di Apollodoro e Igino
Teia era un re assiro la cui unica figlia, Mirra, viene punita da Afrodite, adirata per la sua scarsa devozione, facendola innamorare del padre. La giovane donna, per merito della compiacente nutrice, riesce a giacere dodici notti di seguito con un Teia inconsapevole della sua vera identità. Tuttavia il re, desideroso di vederla in volto, alla luce di un lume la riconosce, scopre così l'inganno e, adirato, la insegue per ucciderla. Mirra fugge pregando gli dei di renderla invisibile e costoro, impietositi, la trasformano in un albero dalla resina profumata: la mirra. Dopo nove mesi l'albero si apre e dal suo fusto viene alla luce il bellissimo Adone.
La versione di Igino ha due varianti: la prima è che la causa che scatena l'ira di Afrodite è ora l'hybris (ὕβρις) della madre Cencreide che afferma che sua figlia Mirra è più bella della dea dell'amore. La fanciulla, scossa da questo «amore mostruoso», tenta il suicidio, ma senza successo venendo salvata dalla nutrice.
La seconda variante concerne il significato che assume la nascita di Adone. Grazie alla nutrice, Mirra riesce a giacere con il padre per poi scappare nei boschi, «spinta dal pudore», una volta accortasi di essere incinta. Afrodite ne ha pietà e la trasforma nell'albero della mirra da cui, nove mesi dopo, nasce Adone di cui viene detto «che fece scontare [ad Afrodite] le sofferenze della madre». Il finale della fiaba di Igino è un riferimento al dolore che sconvolgerà anni dopo una innamorata Afrodite per la morte del giovane e bello Adone chiudendo idealmente, in questo modo, il ciclo della colpa all'origine della vicenda.

## LeMetamorfosidi Ovidio
Il poeta latino Ovidio dedica al mito una sezione del decimo libro delle Metamorfosi, con una narrazione più particolareggiata rispetto agli scarni resoconti precedenti. Il racconto segue lo schema dello Pseudo-Apollodoro, con le varianti di Igino (significative anche perché riprese attraverso il testo di Ovidio da molti autori successivi).
Cinira (Cinyra) è un cipriota nativo di Pafo e «se fosse rimasto senza prole, si sarebbe potuto annoverare fra le persone felici». Il luogo dove si svolgono le vicende è la Pancaia (Panchaea), un'isola favolosa sulla costa dell'Arabia. Ovidio avverte il lettore dell'empietà di cui sta per narrare che, per fortuna, riguarda una terra lontana. Viene dunque descritto il tormento crescente di Mirra per un amore tanto intenso quanto impuro. Il voler mettere fine a questa angoscia conduce Mirra a tentare il suicidio impiccandosi, ma la fanciulla viene salvata in tempo dalla anziana nutrice. A seguito delle insistenze e delle preghiere della balia, Mirra rivela il suo amore straziante per il padre. La nutrice, dopo aver giurato di aiutarla, propone a Mirra di sostituirsi nel letto alla madre Cencreide. Questa, infatti, partecipando ai misteri in onore della dea Cerere (festeggiata in quel periodo dell'anno) faceva voto di astenersi dai rapporti sessuali.
È lo stesso Cinira ad ordinare che Mirra venga condotta nel suo talamo, quando apprende dalla nutrice che una giovane e splendida vergine «dell'età di Mirra» spasima per lui, non immaginando che si tratti proprio della figlia. Mirra in questo modo, sia pure turbata fra rimorso e desiderio, ma con l'aiuto dell'anziana nutrice, fa l'amore con il padre. I due giacciono assieme per diverse notti fino a che Cinira, desideroso di vedere la sua amante, accende una lampada e si accorge della verità. La fanciulla, gravida, abbandona la Pancaia per sfuggire dalle ire del padre che vuole ucciderla. La fuga dura per tutto il periodo della gravidanza fino a che Mirra, già prossima a partorire, giunge nella lontana terra di Saba. Spossata, la ragazza ammette agli dei la propria colpa e chiede di essere bandita sia dal mondo dei vivi che da quello dei morti. Gli dei ascoltano la sua preghiera e Mirra, piangente, viene trasformata in un albero che stilla gocce di pianto profumato dalla corteccia.
L'ultimo atto è la nascita di Adone, «creatura mal concepita cresciuta sotto il legno» (At male conceptus sub robore creverat infans), che cerca di uscire dalla prigione arborea in cui si è tramutata la madre che non ha voce per chiamare Giunone Lucina. La dea, impietosita, accorre comunque vicino all'albero, impone le sue mani sulla corteccia e pronunciando la formula del parto vi apre un varco. Dall'apertura esce un bellissimo neonato che viene subito preso in cura dalle Naiadi che lo ungono con le lacrime della madre.

### Fonti primarie
- Pseudo-Apollodoro, Βιβλιοθήκη (Biblioteca) III.14.4.183-186
- Gaio Elvio Cinna, Zmyrna
- Gaio Giulio Igino, Fabulae LVII
- Luciano di Samosata, Περἱ Θἑς Σῦρίης (Degli dei della Siria) parte I.6-9
- Publio Ovidio Nasone, Metamorphoseis X.298-524

### Fonti secondarie
- Arthur Cotterell, La grande enciclopedia dei miti e delle leggende, Rizzoli Milano 1990
- Fritz Graf, La magia nel mondo antico, edizione CDE su licenza Laterza Milano 1998
- Giuseppina Secchi Mestica, Dizionario universale di mitologia Rusconi Libri, Milano 1990
- Publio Ovidio Nasone, Metamorfosi, traduzione a cura di Bernardini Marzolla P., Einaudi, Torino 1994
- Elenco completo (con estratti dei testi originali) delle fonti classiche, medioevali, rinascimentali sul mito di Cinira e Mirra. In ICONOS, un progetto dell'Università La Sapienza di Roma.
- Lorenzo Rocci, Vocabolario Greco-Italiano, Società Editrice Dante Alighieri, 1985